# Ornithurae
Ornithurae (з грец. «птахохвості») або Справжні птахи — назва природної групи птахів, яка охоплює вимерлих іхтіорнісів (Ichthyornis) і гесперорнісів (Hesperornis), і всіх сучасних птахів, а також їхнього загального предка і його родичів.

## Історія
Ернст Геккель придумав назву в 1866 році і відніс до групи всіх «справжніх птахів» з «характерною морфологією хвоста всіх сучасних птахів» (переклад Жак Готьє). Це відрізняє групу від археоптерикса, якого Геккель помістив в іншу нову групу під назвою Sauriurae. Пояснив просто: сучасні птахи мають короткий хвіст, в той час, як археоптерикс має довгий хвіст, як у тероподних динозаврів.
Найбільш раннім з відомих Ornithurae є Gansus з верхньої крейди Китаю.

## Спрощена класифікація
- Птахи
  - Ornithurae
    - Neornithes: сучасні птахи.
      - Palaeognathae (тинаму і нелітаючі безкілеві)
      - Neognathae (всі інші сучасні птахи)

## Кладограма
- Aves
  - Першоптахи
    - Археоптерикс (Archaeopteryx)
    - Конфуціусорніс (Confuciusornis)
    - Енанціорнісові (Enantiornithes)

  - Справжні птахи (Ornithurae)
    - Гесперорніс (Hesperornis)
    - Бапторніс (Baptornis)
    - Іхтіорніс (Ichthyornis)
    - Сучасні птахи (Neornithes)